# Ektomykoryza

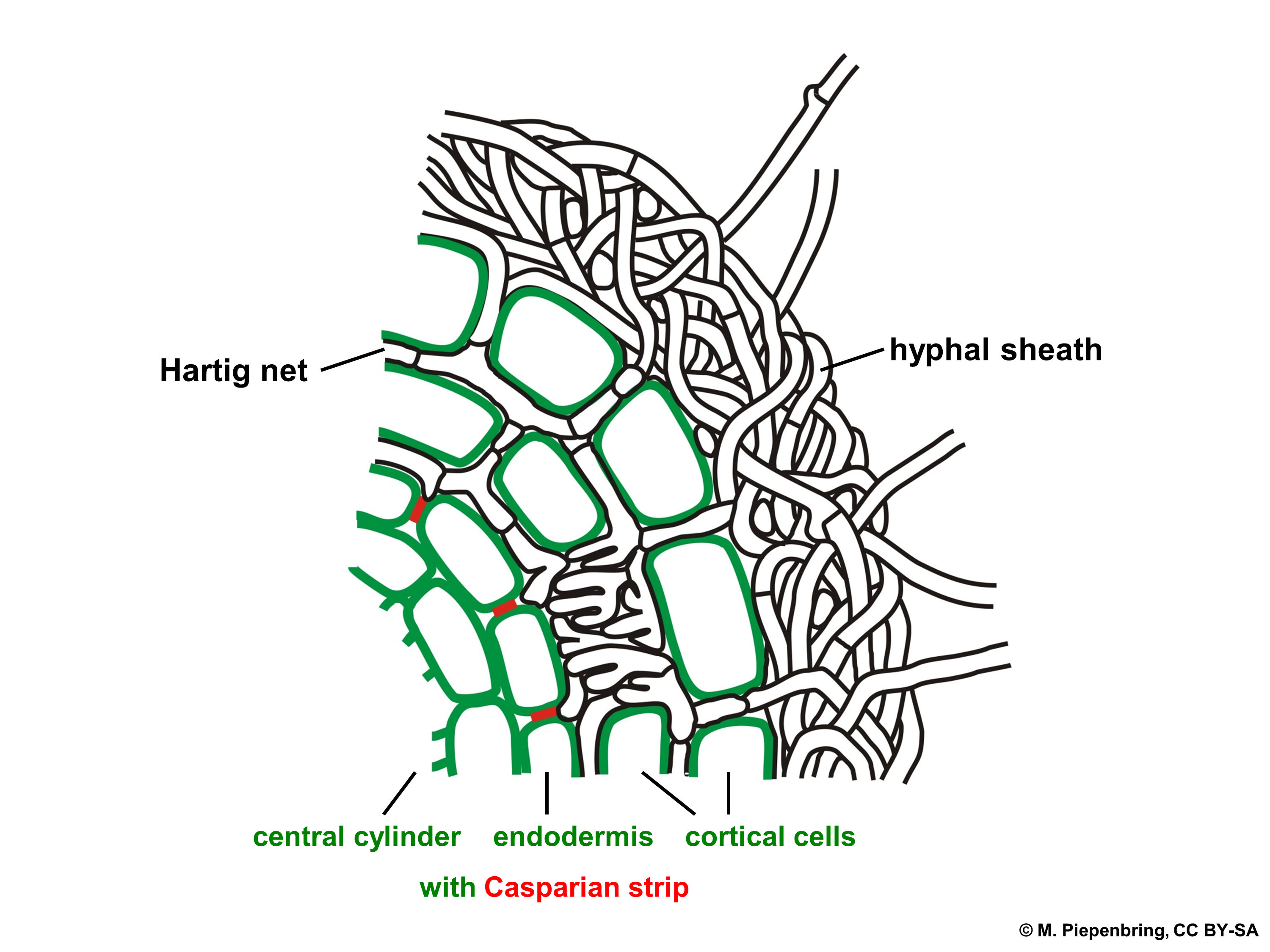
Ektomykoryza (zielone – komórki rośliny, czarne – strzępki grzyba); central cylinder – walec osiowy, endodermis – endoderma, cortical cells – epiderma, hyphal sheath – płaszcz, Hartig net – sieć Hartiga

Ektomykoryza lub mykoryza zewnętrzna (z greckiego ἐκτός ektos, „na zewnątrz”, μύκης mykes, „grzyb” i ῥίζα rhiza, „korzeń”, w skrócie EcM) – rodzaj mykoryzy, czyli związku zachodzącego pomiędzy symbiontem grzybowym (zwanym mykobiontem) i korzeniami różnych gatunków roślin. Ektomykoryza charakteryzuje się tym, że strzępki grzyba nie wnikają do komórek korzeni roślin, jak podczas endomykoryzy, lecz oplatają je z zewnątrz. Badania nad ektomykoryzami zyskują coraz większe znaczenie w takich obszarach, jak zarządzanie i odtwarzanie ekosystemów, leśnictwo i rolnictwo.
Grzyby ektomykoryzowe najczęściej należą do podstawczaków (Basidiomycota) i workowców (Ascomycota), rzadziej do sprzężniaków (Zygomycota). Ektomykoryzy tworzą się na korzeniach około 2% gatunków roślin. Występują w niektórych rodzinach drzewiastych nagonasiennych (np. sosnowatych) oraz okrytonasiennych (np. dwuskrzydłowate, brzozowate) i są niezwykle ważne w wielu lasach umiarkowanych i borealnych. Grzyby biorące udział w ektomykoryzie stanowią szacunkowo 30 procent biomasy drobnoustrojów w glebach leśnych. Grzyby te stanowią zróżnicowany zbiór co najmniej 6000 gatunków. Najstarsze skamieniałości dostarczające wyraźnych dowodów na istnienie ektomykoryz pochodzą sprzed 50 milionów lat, choć przypuszcza się, że ten rodzaj mykoryzy wyewoluował 130 milionów lat temu.
Morfologicznie ektomykoryzy charakteryzują się obecnością zbudowanego ze strzępek grzyba płaszcza otaczającego korzenie żywiciela, oraz sieci Hartiga otaczającej komórki naskórka i/lub kory korzenia. Te struktury grzybowe zapewniają dużą powierzchnię wymiany zasobów między grzybem i rośliną. Hormonalne interakcje między rośliną i grzybem prowadzą do radykalnej zmiany budowy korzeni, w tym do tłumienia włośników. Strzępki grzyba podzielone są poprzecznymi ścianami zwanymi septami. Strzępki te czasami łączą się w makroskopowe struktury zwane ryzomorfami, które przyczepiają grzybnię do owocników lub mogą być morfologicznie podobne do ksylemu i służyć do pobierania wody. Grzybnia otaczająca z zewnątrz korzenie roślin może być bardziej rozległa niż grzybnia przy endomykoryzie i zawiera aż 200 m strzępek na gram suchej gleby.